# Peckia ecuatoriana
Peckia ecuatoriana är en tvåvingeart som först beskrevs av Guilherme A.M.Lopes 1958.  Peckia ecuatoriana ingår i släktet Peckia och familjen köttflugor.
Artens utbredningsområde är Ecuador. Inga underarter finns listade i Catalogue of Life.